# Gare de Battice
La gare de Battice est une ancienne gare ferroviaire belge, fermée, de la ligne 38, de Chênée à Plombières et de la ligne 38A de Battice à Verviers. Elle était située à Battice dans la commune de Herve, en Région wallonne dans la province de Liège.
Les lignes sont déposées et il n'y a plus de traces des bâtiments détruits dans les années 1970-80.

## Situation ferroviaire
Établie à 319 mètres d'altitude, la gare de Battice était située au point kilométrique (PK) 15,40 de la ligne 38, de Chênée à Plombières entre la gare de Herve et la halte de Thimister-Clermont. Gare de bifurcation, elle était également l'origine de la ligne 38A, de Battice à Verviers, avant la gare de Chaineux.

## Histoire
La ligne 38 fut d’abord inaugurée entre Chênée et Micheroux le 15 juillet 1872 et sera plus tard prolongée vers Herve en 1873 et Battice le 25 janvier 1875,. 
Elle fut ensuite prolongée de Battice à Verviers (Ligne 38A), de Battice à Aubel et enfin d’Aubel à Plombières en 1895.
Elle possédait un bâtiment de gare et une halle à marchandises.
Après la Seconde Guerre mondiale, la ligne 38 subit le déclin des lignes secondaires. Le trafic des trains de voyageurs est d’abord supprimé entre Hombourg et Plombières, en 1952, et définitivement arrêté en 1957. Des trains de marchandises desservirent la ligne jusque 1986 pour desservir Battice qui était alors la dernière gare raccordée à la ligne 38.
La desserte des marchandises ne justifiait plus l’emploi d’un grand bâtiment de gare, celui-ci était déjà à l’abandon en 1975 et fut rasé par après.
Après le démontage des voies, un RAVeL a été installé sur la ligne 38 entre Vaux-sous-Chèvremont et Plombières. Il est encore incomplet sur sa partie sud au-delà de Soumagne.

### Le bâtiment de la gare
Il s’agit d’un type de gare très proche des gares de plan type 1873 qui fut uniquement érigé sous cette forme sur la ligne 38 (respectivement à Battice, Micheroux et Fléron).
Ces gares, dites, du plateau de Herve, reprennent la forme et les décorations caractéristiques des gares type 1873 de la première variante (larmiers, portes, fenêtres, agencement...). Mais le corps central est plus développé avec six travées à Battice et cinq ailleurs.
L'ouvrage, Architecture des gares en Belgique présume que ces gares du plateau de Herve possédaient initialement un corps central de trois travées et que les travées supplémentaires sont le résultat d’un agrandissement ultérieur. Toutefois, aucune photographie ne montre ces gares avec trois travées avant leur transformation.
Certains détails de ces gares se trouvent également sur deux gares plus petites de la ligne 38 à Beyne-Heusay et Vaux-sous-Chèvremont.
À Battice, la gare est constituée d’un bâtiment en une seule partie, de six travées sous bâtière avec une nette séparation au milieu et un espacement légèrement plus grand entre les trois travées de gauche, ce qui est cohérent avec un surhaussement d’une ancienne aile d’un seul étage.
La façade était en brique et la toiture en zinc.
Le bâtiment a été démoli, peut-être même avant la fermeture de la ligne en 1986.
Un parking occupe son emplacement actuel et le RAVeL traverse le site.